# Friedrich Adolph August Struve
Friedrich Adolph August Struve (né le 9 mai 1781 à Neustadt in Sachsen, mort le 29 septembre 1840 à Berlin) est un médecin et pharmacien allemand, inventeur de la première eau minérale artificielle. 